# E’Twaun Moore
E’Twaun Donte Moore (ur. 25 lutego 1989 w East Chicago) – amerykański koszykarz, występujący na pozycji obrońcy.
21 lipca 2016 roku podpisał umowę z klubem New Orleans Pelicans.
28 listopada 2020 został zawodnikiem Phoenix Suns. 9 września 2021 dołączył do Orlando Magic. 10 lutego 2022 został zwolniony.

## Osiągnięcia
Stan na 11 lutego 2022, na podstawie, o ile nie zaznaczono inaczej.
NCAA
- Uczestnik:
  - rozgrywek Sweet Sixteen turnieju NCAA (2009, 2010)
  - turnieju NCAA (2008–2011)
- Mistrz:
  - turnieju konferencji Big 10 (2009)
  - sezonu regularnego konferencji Big 10 (2010)
- MVP turnieju Paradise Jam (2010)
- Zaliczony do:
  - I składu:
    - konferencji Big 10 (2010, 2011)
    - turnieju konferencji Big 10 (2009)
    - pierwszoroczniaków konferencji Big 10 (2008)

  - II składu konferencji Big 10 (2008, 2009)
  - III składu All-American (2011 przez NABC)
  - składu All-American Honorable Mention (AP – 2010, 2011)

NBA
- Wicemistrz NBA (2021)[5]
- Zaliczony do składu honorable mention Team podczas rozgrywek ligi letniej w Orlando (2012)